# Juan Martín Tallarico
Juan Martin Tallarico (Pehuajó, Argentina, 9 de febrero de 1988) es un futbolista argentino, que juega como delantero en  Huracán Futbol Club (Carlos Tejedor)  en la Liga Pehujense de Fútbol, Sexta categoría del fútbol Argentino de clubes indirectamente no afiliados a AFA de Argentina.

## Biografía
Juan Martin Tallarico, es un futbolista argentino que juega en la posición de delantero formado futbolísticamente en el Club Atlético Gral San Martín de Pehuajo de la LPF debutando a la temprana edad de 16 años en Primera División en 2004. Siendo uno de los mejores jugadores jóvenes de la liga termina el campeonato con 16 goles.
Gracias a sus actuaciones es llevado a una prueba a Newell's Old Boys.
Luego de su paso por el equipo rosarino es transferido a Boca Juniors y mete una gran cantidad de goles en la reserva. Luego de sus grandes actuaciones en Boca es transferido al Sporting de Lisboa en el que no tiene los minutos esperados y se va a la Segunda División de Bélgica. En 2012 juega 6 meses en el Centro Deportivo Olmedo de Ecuador para luego volver a Argentina.
En el 2016 alcanza los 37 goles en el campeonato local de Pehuajó, Buenos Aires. 
Entre 2016 y 2018 convierte más de 100 goles con la camiseta de Deportivo Argentino de Pehuajó. 
Paso por Balompié Fútbol Club, Juventud Alsina de Los Toldos, Independiente de Mones Cazón y Huracán Futbol Club de Carlos Tejedor club q milita actualmente 

## Clubes
| Club                           | País      | Año       |
| ------------------------------ | --------- | --------- |
| San Martín de Pehuajo          | Argentina | 2004      |
| Newell's Old Boys              | Argentina | 2005-2006 |
| Boca Juniors                   | Argentina | 2006-2007 |
| Sporting Lisboa                | Portugal  | 2008      |
| Antwerp FC                     | Bélgica   | 2008      |
| Barracas Bolívar               | Argentina | 2009      |
| K.D.T de Pehuajó               | Argentina | 2010      |
| El Linqueño                    | Argentina | 2010      |
| Olmedo                         | Ecuador   | 2011-2012 |
| Sportivo Las Parejas           | Argentina | 2012-2013 |
| FC Tres Algarrobos             | Argentina | 2014      |
| Defensores del Este de Pehuajó | Argentina | 2014      |
| KDT de Pehuajó                 | Argentina | 2015      |
| Deportivo Argentino Pehuajo    | Argentina | 2016-2019 |
| Balompié Fútbol Club           | Argentina | 2020-2022 |

|  | Independiente Mones Cazón | 🇦🇷Argentina | 2023 |
|  | ------------------------- | ----------- | ---- |